# رابيان (كاهشنغ)
رابيان (بالإنجليزية: Rabian)‏ هي مستوطنة تقع في إيران في قسم كاهشنغ الريفي. يقدر عدد سكانها بـ 40 نسمة .